# Usbekische Nationalbibliothek
Die Nationalbibliothek Usbekistans, benannt nach Alisher Navoi (usbekisch Alisher Navoiy nomidagi O‘zbekiston Milliy kutubxonasi) in Taschkent ist die größte Bibliothek Usbekistans und eine der größten in Zentralasien. Sie ist nach dem zentralasiatischen Dichter ʿAli Schir Nawāʾi (1441–1501) benannt.

## Geschichte
Die Nationalbibliothek wurde im Mai 1872 als Öffentliche Bibliothek Taschkent gegründet. Aus Spenden der Kaiserlichen St. Petersburger Akademie der Wissenschaften, der Kaiserlichen Russischen Geographischen Gesellschaft, des Generalstabs der Kaiserlich Russischen Armee sowie des Kaiserlichen Ministeriums für öffentlichen Bildung wurden 2200 Bücher angeschafft, die den Grundstock der Bücherei bildeten. Als erster Direktor wurde am 11. Mai 1872 Nikolai Wassiljewitsch Dmitrowski (russisch Николай Васильевич Дмитровский, wiss. Transliteration Nikolaj Vasil'evič Dmitrovskij; (1841–1910)) berufen. 1920 erfolgte die Umbenennung in Staatliche Öffentliche Bibliothek Usbekistans; seitdem mussten ihr auch Pflichtexemplare der im Generalgouvernement Turkestan veröffentlichen Publikationen kostenlos überlassen werden. Bis 1925 konnte der Bestand auf 140.000 Bände erweitert werden. Seit der Nachkriegszeit ab 1945 wurden verstärkt auch fremdsprachige Bücher in den Bestand aufgenommen. 1948 erfolgte der Umzug in ein neues dreistöckiges Gebäude mit einem Lesesaal mit 350 Arbeitsplätzen. Anlässlich des Umzugs wurde die Bibliothek nach dem tschagataisch-sprachigen (Vorläufersprache des modernen Usbekisch) Dichter Alisher Navoi benannt. Am 20. Februar 2002 wurde die Wissenschaftlich-technische Bibliothek der Republik Usbekistan unter dem Dach der Nationalbibliothek eingegliedert. Außerdem ist sie für 186 Bezirks- und Stadtbibliotheken in Usbekistan verantwortlich.
Heute verfügt die Nationalbibliothek über einen umfangreichen Bestand an 600.000 gedruckten und elektronischen Medien, darunter Bücher, Zeitschriften, Zeitungen, Karten, Handschriften, Dokumente und multimediale Ressourcen. Hinzu kommt eine große Anzahl von Büchern und Dokumenten auf Arabisch, Persisch, Türkisch, Russisch und in anderen Sprachen.

## Lesesäle und sonstige Einrichtungen

### Hauptgebäude
Derzeit verfügt die Bibliothek über 15 Lern- bzw. Lesesäle und Räume für Mediennutzung und Schulungen:
- „Tafakkur“-Lesesaal (Hauptlesesaal)
- „Adolat“-Lesesaal der juristischen Literatur
- „Alisher Navoi“-Lesesaal des literarischen Erbes
- „Jahon“-Lesessaal für ausländische Literatur
- „Ijad“-Lesesaal für Musikliteratur
- „Ilm“-Lesesaal für Dissertationen
- „Istiqbol“-Lesesaal für Studenten und Jugendliche
- Wissenschaftlicher „Kashfiyot“-Lesesaal
- „Nadir“-Lesesaal der seltenen Exemplare
- Internet- und Medienzentrum
- Elektronisches Klassenzimmer
- Nationale Literaturhalle „Usbekistan“
- Studiensaal „Blick auf Amerika“
- Studiensaal „Blick auf China“
- Studiensaal „Blick auf Korea“

## Bezirksinformations- und Bibliothekszentren
Der Nationalbibliothek sind 14 regionale Bezirksinformations- und Bibliothekszentren unterstellt:
- Bezirksinformations- und Bibliothekszentren der Republik Karakalpakistan
- Bezirksinformations- und Bibliothekszentren der Viloyat Xorazm
- Bezirksinformations- und Bibliothekszentren der Viloyat Navoiy
- Bezirksinformations- und Bibliothekszentren der Viloyat Buxoro
- Bezirksinformations- und Bibliothekszentren der Viloyat Samarqand
- Bezirksinformations- und Bibliothekszentren der Viloyat Qashqadaryo
- Bezirksinformations- und Bibliothekszentren der Viloyat Surxondaryo
- Bezirksinformations- und Bibliothekszentren des Viloyat Jizzax
- Bezirksinformations- und Bibliothekszentren der Viloyat Sirdaryo
- Bezirksinformations- und Bibliothekszentren der Viloyat Taschkent
- Bezirksinformations- und Bibliothekszentren der Viloyat Namangan
- Bezirksinformations- und Bibliothekszentren der Viloyat Fargʻona
- Bezirksinformations- und Bibliothekszentren des Viloyat Andijon
- Bezirksinformations- und Bibliothekszentren des Stadtbezirks Taschkent

## Benutzerbewertungen
Benutzer loben die langen Öffnungszeiten (24 Stunden), die Gebäude- und Innenarchitektur sowie die Außenanlagen (Brunnen) und kritisieren die langen Wartezeiten bei der Einlasskontrolle, an der Rezeption (Registrierung mitgebrachter Medien) und bei der Anmeldung, die schlechte Klimatisierung bei hohen Außentemperaturen, die Überfüllung der Lesesäle sowie das schwache WLAN-Netz. Es gibt häufig Klagen über das unhöfliche und laute Personal.